# Moss Avis
Moss Avis ist eine lokale Zeitung in der norwegische Kommune Moss. Sie wurde 1876 gegründet und war mit der Liberalen Partei verbunden und verschob sich später nach rechts, bevor sie überparteilich wurde. See steht in Konkurrenz zum Moss Dagblad und erscheint an sechs Tagen in der Woche. Chefredakteur ist Pål Enghaug.
Ursprünglich erschien die Zeitung dreimal pro Woche, was 1931 auf sechsmal erweitert wurde. 1989 wurde auf das Zeitungsformat Tabloid umgestellt, und 1999 erschien die Ausgabe auch als Website. Zwischen 1998 und 2008 erschien sie sieben Mal pro Woche. Zusätzlich zu Moss deckt die Zeitung auch die Orte Rygge, Råde, Våler, Son und Hobøl ab. 2006 hatte das Blatt eine Auflage von 15.782 Exemplaren, die von 15.359 Abonnenten bezogen wurde. Es ist im Besitz von Mediehuset Østfold, das zu 99,6 % Edda Media SA gehört.